# Polabi

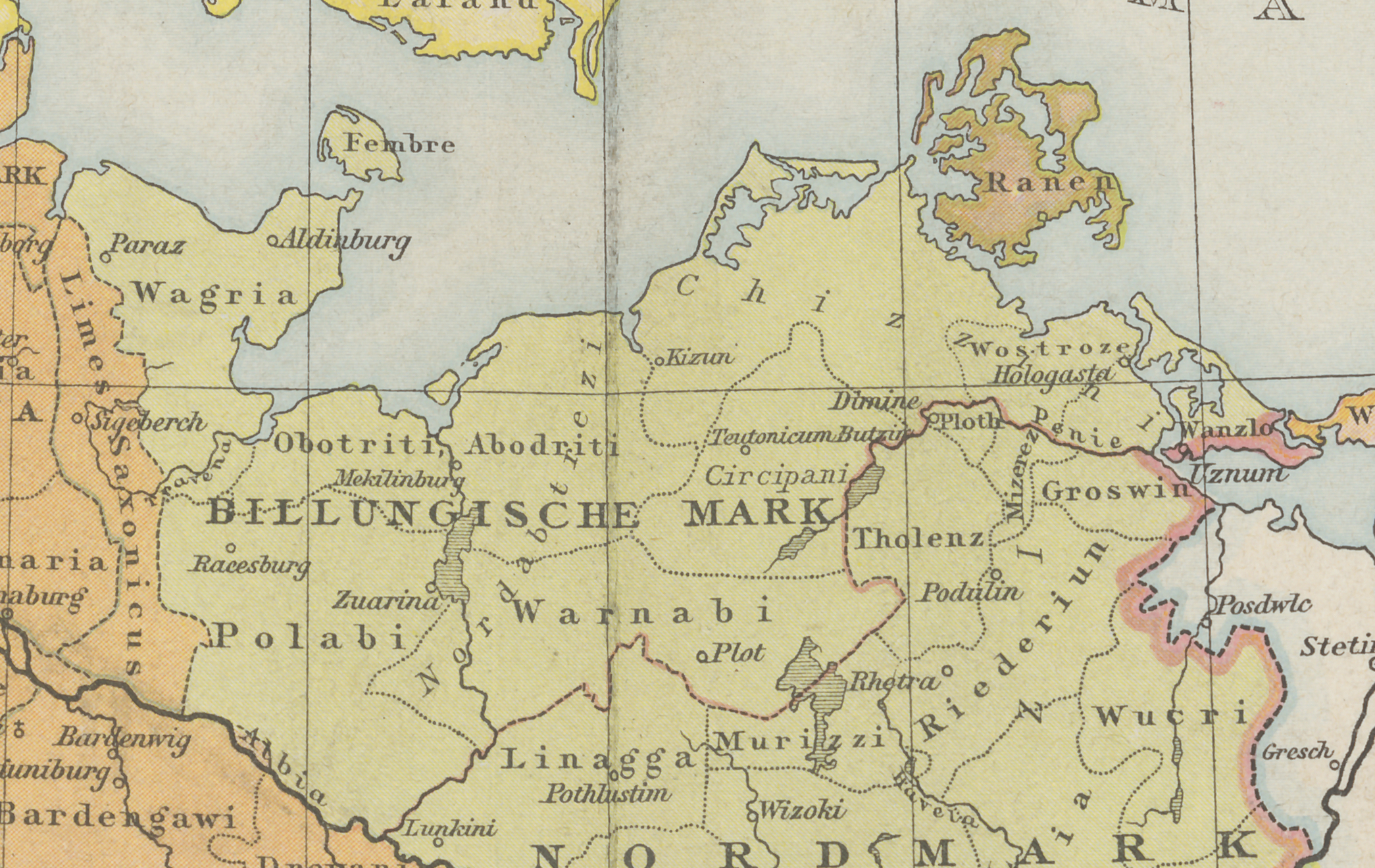
Territorio originario dei Polabi verso l'anno 1000

I Polabi erano una sottostirpe degli slavi occidentali, una unità degli Obodriti. Il loro territorio stanziale fra il Trave e l'Elba comprendeva all'incirca gli attuali circondari di ducato di Lauenburg,  Meclemburgo Nordoccidentale, Ludwigslust e la sassone terra dei Venedi, ad est di Luneburgo. La città principale dei Polabi era Ratzeburg.
I Polabi utilizzavano una loro lingua, la lingua polaba, appartenente al gruppo linguistico delle lingue slave.
Nel 1143 il duca Enrico il Leone diede in feudo ad Enrico di Badewide il territorio polabo e la nuova contea di Ratzeburg. I suoi successori regnarono fino al 1199 come conti di Ratzeburg.
La parte orientale del territorio residenziale dei Polabi rimase sotto il dominio dei principi Obodriti e Meclemburghesi.
I Polabi, come entità etnica e linguistica, erano individuabili sino al XVIII secolo, dopo di che essi si mescolarono ai sassoni e la lingua polaba si estinse. Una reminiscenza dei Polabi sono le numerose località denominate Rundling per la loro planimetria.